# Shkumbin
 (août 2023).
Si vous disposez d'ouvrages ou d'articles de référence ou si vous connaissez des sites web de qualité traitant du thème abordé ici, merci de compléter l'article en donnant les références utiles à sa vérifiabilité et en les liant à la section « Notes et références ».
Le fleuve Shkumbin est un cours d'eau d'Albanie. Il prend sa source dans les montagnes au sud-ouest du lac d'Ohrid, dans le district de Pogradec. Il coule d'abord vers le nord, puis vers le nord-ouest, en traversant Qukës et Librazhd, où il bifurque vers l'ouest. Il arrose ensuite les villes de Polis, Elbasan, Cërrik, Peqin et Rrogozhinë. Il se jette dans la mer Adriatique au nord-ouest de Divjakë. Le Shkumbin est un des principaux cours d'eau d'Albanie : il est long de 181 km et son débit moyen est de 61,5 m3/s.

## Culture
Le Shkumbin était connu des Romains sous le nom de Genusus. Il est important pour la culture albanaise, car il joue le rôle de véritable frontière dialectale. En effet, la langue albanaise possède deux dialectes, le toskë (tosque), parlé au sud de ce fleuve, et le gegë (guègue), parlé au nord.
Près de l'embouchure se trouve la forteresse de Bashtovë.